# Konvergenzbeschleunigung
Als Konvergenzbeschleunigung bezeichnet man die Ersetzung einer Folge durch eine andere, die schneller gegen denselben Grenzwert konvergiert.
Es gibt etliche verschiedene Verfahren zur Konvergenzbeschleunigung, unter denen man je nach Eigenschaften der ursprünglichen Folge wählt. Typische Anwendungen sind iterative Berechnungen, die Auswertung von Reihen und die Integration (Romberg-Verfahren).

## Definition
Eine Folge
{\displaystyle T=\{t_{n}\}_{n\in \mathbb {N} _{0}}}
mit dem Grenzwert {\displaystyle s} konvergiert schneller als eine andere Folge
{\displaystyle S=\{s_{n}\}_{n\in \mathbb {N} _{0}}}
mit demselben Grenzwert, falls der Grenzwert
{\displaystyle \lim _{n\to \infty }{\frac {\|t_{n}-s\|}{\|s_{n}-s\|}}}
existiert und gleich Null ist. Erhält man {\displaystyle T} aus einer konvergenten Folge {\displaystyle S} durch eine Folgentransformation der Gestalt
{\displaystyle T=F(S)},
so spricht man von Konvergenzbeschleunigung.

## Beispiel
Die Folge {\displaystyle \textstyle a_{n}=\sum _{k=1}^{n}{\frac {1}{k^{2}}}} konvergiert mit der Konvergenzordnung wie {\displaystyle {\tfrac {1}{n}}} gegen {\displaystyle {\tfrac {\pi ^{2}}{6}}}. Es gilt die asymptotische Entwicklung
{\displaystyle \sum _{k=1}^{n}{\frac {1}{k^{2}}}={\frac {\pi ^{2}}{6}}-{\frac {1}{n}}+{\frac {1}{2n^{2}}}-{\frac {1}{6n^{3}}}+{\frac {1}{30n^{5}}}-{\frac {1}{42n^{7}}}+{\frac {1}{30n^{9}}}-{\frac {5}{66n^{11}}}+{\mathcal {O}}\!\left({\frac {1}{n^{13}}}\right),\quad n\to \infty }.
Diese asymptotische Reihe erzeugt die Bernoullischen Zahlen.
Die Glieder in der Summe der betrachteten Reihe können für k>1 durch
{\displaystyle {\frac {1}{k(k+1)}}<{\frac {1}{k^{2}}}<{\frac {1}{(k+1)(k-1)}}}
abgeschätzt werden. Die Reihen zu den Abschätzungen links und rechts sind Teleskopreihen,
{\displaystyle {\frac {3}{2}}-{\frac {1}{n+1}}\leq 1+\sum _{k=2}^{n}{\frac {1}{k^{2}}}\leq {\frac {7}{4}}-{\frac {n+{\frac {1}{2}}}{n(n+1)}}}.
Die Differenz der letzten beiden Terme beträgt
{\displaystyle \sum _{k=2}^{n}{\frac {1}{k^{2}-1}}-\sum _{k=2}^{n}{\frac {1}{k^{2}}}=\sum _{k=2}^{n}{\frac {1}{k^{2}(k^{2}-1)}}}
Somit gilt auch
{\displaystyle {\frac {\pi ^{2}}{6}}={\frac {7}{4}}-\sum _{k=2}^{\infty }{\frac {1}{k^{2}(k^{2}-1)}}}.
Die n-te Partialsumme der darin auftretenden Reihe konvergiert mit der Konvergenzordnung wie {\displaystyle {\frac {1}{n^{3}}}}, also wesentlich schneller.
Dieses Verfahren kann beliebig fortgesetzt werden, so kann die Differenz der letzten Reihe zur Teleskopreihe {\displaystyle \sum _{k=2}^{\infty }{\frac {1}{(k-1)k(k+1)(k+2)}}} betrachtet werden.